# Millicent Fenwick

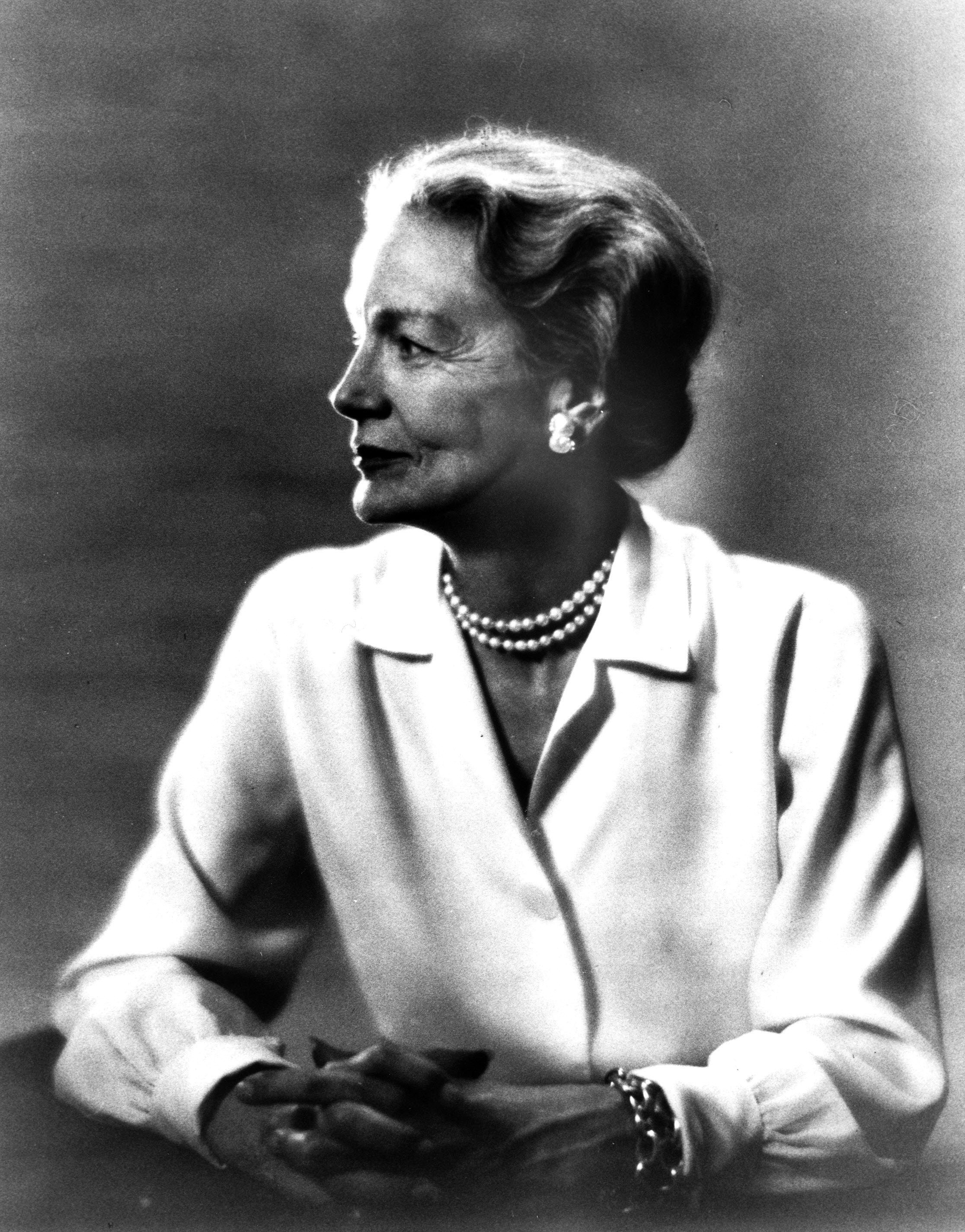
Millicent Fenwick

Millicent Fenwick, geborene Millicent Vernon Hammond (* 25. Februar 1910 in New York City, New York; † 16. September 1992 in Bernardsville, New Jersey) war eine US-amerikanische republikanische Politikerin, Bürgerrechtlerin und Publizistin. Sie war langjähriges Mitglied des US-Repräsentantenhauses für den Bundesstaat New Jersey. Fenwick setzte sich verstärkt für die Wahrung von Menschenrechten sowie die Rechte der Frau ein. Aufgrund ihrer unkonventionellen, enthusiastischen Art war sie eine beliebte Medienfigur.

## Modejournalistin und Publizistin
Fenwick verließ mit 15 Jahren die Foxcroft School in Middleburg (Virginia) und besuchte anschließend die Nightingale-Bamford School, ein exklusives Mädcheninternat in New York, die School for Social Research sowie die Columbia University. Sie sprach fließend Französisch, Spanisch und Italienisch. Als junge Frau war sie hauptsächlich in der Modebranche tätig. Sie arbeitete als Model für Harper’s Bazaar und war 14 Jahre lang Redakteurin bei der Modezeitschrift Vogue. 1948 veröffentlichte sie das Buch Vogue’s Book of Etiquette, das sich mehr als eine Million Mal verkaufte.

## Politischer Werdegang
Erst spät in ihrem Leben ging sie in die Politik. Fenwicks politische Laufbahn begann in den 1950er Jahren, als sie sich innerhalb der Bürgerrechtsbewegung engagierte. Zu ihren größten politischen Vorbildern zählten Eleanor Roosevelt, Mahatma Gandhi und Martin Luther King. Durch den Einfluss ihres Vaters, eines langjährigen Republikaners, trat Fenwick ebenfalls der Republikanischen Partei bei und stieg innerhalb dieser schnell auf.
1957 wurde sie in die Kommunalverwaltung ihres Heimatdistrikts Bernardsville gewählt, in der sie bis 1964 tätig war. 1958 wurde sie zum Mitglied des Ausschusses für Bürgerrechtsangelegenheiten für den Bundesstaat New Jersey ernannt. In dieser Funktion war sie bis 1974 tätig. Von 1970 bis 1973 war Fenwick in der General Assembly, dem Unterhaus des Staatsparlaments von New Jersey, tätig. Anschließend wurde sie Leiterin der New Jersey Division of Consumer Affairs (DCA). 1974 wurde Fenwick im Alter von 64 Jahren für New Jersey in den Kongress gewählt.
In dieser Zeit begann auch ihre vermehrte Wahrnehmung und Popularität in den Medien. Dies nutzte sie vor allem zur Anprangerung und Bekämpfung von Korruption innerhalb der Politik und eine Verschärfung der Schusswaffengesetze. Trotz ihrer Mitgliedschaft bei den eher konservativen Republikanern war sie eine sehr liberale Politikerin. Der amerikanische Fernsehjournalist und Nachrichtensprecher Walter Cronkite nannte sie „das Gewissen des amerikanischen Kongresses“. Fenwick war eine Mitbegründerin der Kommission über Sicherheit und Zusammenarbeit in Europa (KSZE), einem Gremium, das Vereinbarungen über die Menschenrechte, die Zusammenarbeit in Wirtschaft, Wissenschaft, Technik und Umwelt, Sicherheitsfragen sowie Fragen der Zusammenarbeit in humanitären Angelegenheiten traf.
1982 kandidierte Fenwick für den US-Senat, verlor jedoch mit 48 % der Stimmen gegen den demokratischen Kandidaten Frank Lautenberg. Anschließend verließ Fenwick den Kongress von New Jersey. Im selben Jahr wurde sie von US-Präsident Ronald Reagan zur Repräsentantin der Vereinigten Staaten in der Ernährungs- und Landwirtschaftsorganisation in Rom ernannt. Dieses Amt, das sie ab Juni 1983 bekleidete, hatte den Rang einer Botschafterin. Im März 1987 legte sie aufgrund ihrer sich langsam verschlechternden Gesundheit alle Ämter nieder und verabschiedete sich vom Leben in der Öffentlichkeit.

## Familie und Privatleben
Millicent Fenwick wurde als mittleres von drei Kindern in eine wohlhabende, prominente Familie hineingeboren, die sich seit Generationen auf verschiedene Weise politisch und sozial engagierte. Ihr Vater war Ogden Hammond (1869–1956), republikanischer Staatspolitiker in New Jersey und späterer US-Botschafter in Spanien. Hammond war wie später seine Tochter ein Befürworter von Frauen- und Menschenrechten. Ihre Mutter, Mary Picton Stevens (1885–1915), war eine Urenkelin von Colonel John Stevens, der die Stadt Hoboken in New Jersey gegründet hatte und eine Großnichte des Eisenbahn- und Dampfschiffpioniers Robert Livingston Stevens. Mary tat viel wohltätige Arbeit zur Unterstützung von Waisenkindern und Kriegsopfern.
Geboren wurde Fenwick in New York, wuchs jedoch mit ihren Geschwistern Mary Stevens Hammond (1908–1958) und Ogden Haggerty Hammond, Jr. (1912–1976) in der elterlichen Villa in der Mendham Road in Bernardsville, New Jersey auf. 1915 waren ihre Eltern an Bord des Luxusdampfers Lusitania, als dieser an der Küste Südirlands von einem deutschen U-Boot versenkt wurde. Der Vater überlebte, die Mutter nicht. Ogden Hammond heiratete 1917 erneut, die Stiefmutter konnte jedoch nie eine liebevolle Beziehung zu den Kindern herstellen.
Aufgrund der diplomatischen Tätigkeit ihres Vaters lebte Fenwick in den späten 1920er Jahren in Madrid. Nachdem ihre Schwester Mary am 8. August 1931 den adeligen italienischen Diplomaten Comte Guerino Roberti geheiratet hatte, verbrachte sie viel Zeit in Rom.
1931 lernte sie den verheirateten Geschäftsmann Hugh McLeod Fenwick (1905–1991) kennen, der sich für sie von seiner Frau, Dorothy Cass Ledyard, eine Enkeltochter von Lewis Cass Ledyard (Präsident der New York City Bar Association), scheiden ließ. Sie heirateten am 11. Juni 1932 in Bernardsville. Fenwicks Stiefmutter Margaret, eine tiefgläubige Katholikin, war entsetzt von der Tatsache, dass Millicent ein verheiratetes Paar auseinander gebracht hatte und einen geschiedenen Mann heiratete. Sie verwies ihre Stieftochter des Hauses und sabotierte die Hochzeit, indem sie die Kameras manipulierte, sodass es von der Hochzeit später kaum Bilder gab. Die Flitterwochen wollte das Paar in Alaska verbringen. Sie wollten mit einem Privatflugzeug via Kalifornien nach Alaska fliegen, doch das Flugzeug stürzte kurz nach dem Start in Norristown (Pennsylvania) ab, was regional für Schlagzeilen sorgte. Beide überlebten unverletzt. Die Flitterwochen wurden letztendlich mit Freunden von Millicent auf Bermuda verbracht.
Das Ehepaar bekam zwei Kinder: Mary Stevens Fenwick (* 25. Februar 1934) und Hugh Hammond Fenwick (* 28. Januar 1937). Die Ehe war zunächst glücklich, doch Hugh hatte Affären, litt an Depressionen und häufte außerdem Schulden an, weshalb Millicent ihn 1938 verließ. Die Ehe wurde 1945 geschieden. Während Hugh erneut heiratete, blieb sie unverheiratet. 1949 musste sie eine Mastektomie vornehmen lassen. Neben dem frühen Verlust ihrer Mutter erlebte Fenwick weitere Schicksalsschläge im engsten Familienkreis. 1958 verlor ihre Schwester Mary nach langer, zermürbender Chemotherapie den Kampf gegen Krebs. 1987 starb Fenwicks Tochter, Mary Fenwick Reckford, an Leukämie.
Millicent Fenwick starb 1992 im Alter von 82 Jahren an Herzversagen. Sie hinterließ ihren Sohn, elf Enkelkinder und drei Urenkel.

## Sonstiges
Millicent Fenwick war die Vorlage für den Charakter der Lacey Davenport in Garry Trudeaus Comicstrip Doonesbury.
Sie war eine Cousine des Musikproduzenten und Talentscouts John Hammond (1910–1987), der Künstler wie Aretha Franklin oder Billie Holiday förderte. Nach dem Tod ihrer Mutter wurde Millicent von Johns Mutter mit aufgezogen.
Fenwicks Sohn Hugh starb am 16. März 2002 in Bernardsville. Er hinterließ seine Witwe Joyce K. Handy Fenwick und sechs Kinder.